# بیماری خواب
تریپانوزومیاز آفریقایی (به انگلیسی: African trypanosomiasis) یا بیماری خواب (به انگلیسی: sleeping sickness) نوعی بیماری انگلی در انسان و دیگر حیوانات است. این بیماری از انگل نوع تریپانوزوما بروسی به وجود می‌آید. دو نوع انگل به نام‌های تریپانوزوما بروسی گامبینس (T.b.g) و تریپانوزوما بروسی رودزینس (T.b.r.) انسان را مبتلا می‌سازند. ۹۸ درصد از موارد بیماری‌های گزارش‌شده از نوعِ T.b.g هستند. هر دوی این بیماری‌ها با نیش آلودهٔ مگس تسه‌تسه انتقال می‌یابند و بیشتر در مناطق روستایی معمول هستند.
ابتدا، در مرحلهٔ اول بیماری، نشانه‌هایی همچون، تب، سردرد، احساس خارش و درد مفاصل مشاهده می‌شود. این موارد یک تا سه هفته بعد از نیش حشره آغاز می‌گردند. بین چندین هفته تا چند ماه بعد، مرحلهٔ دوم بیماری با مواردی همچون احساس سرگیجه، هماهنگی ضعیف بین اعضای بدن، کرختی و بدخوابی بروز پیدا می‌کند. تشخیص این بیماری با یافتن انگل در اسمیر خونی یا در مایع موجود در گره‌های لنفاوی صورت می‌گیرد. اغلب برای تعیین تمایز و تفاوت میان مرحله اول و دوم بیماری، عمل پونکسیون کمری انجام می‌شود.
تشخیص T.b.g با استفاده از غربالگری جمعیت در خطر به وسیلهٔ آزمایش خون صورت می‌گیرد تا از نوع شدید این بیماری جلوگیری شود. در صورتی که بیماری در مرحلهٔ اول و پیش از بروز علائم عصبی تشخیص داده‌شود، درمان آن سریع‌تر اتفاق می‌افتد. درمان مرحلهٔ اول با داروهای پنتامیدین یا سورامین انجام می‌شود. درمان مرحلهٔ دوم شامل استفاده از افلورنیتین یا ترکیبی از نیفورتیموکس و افلورنیتین برای نوع T.b.g است. در حالی که ملارسوپرول برای هر دو نوع بیماری قابل استفاده است، اما معمولاً به خاطر عوارض جانبی جدی، از آن برای نوع T.b.r. استفاده می‌شود.
این بیماری به صورت مداوم در برخی از مناطق جنوب صحرای آفریقا با جمعیت در خطری نزدیک به ۷۰ میلیون در ۳۶ کشور رخ می‌دهد. از سال ۲۰۱۰ به بعد، این بیماری سالیانه باعث مرگ ۹ هزار نفر شده که این میزان نسبت به سال ۱۹۹۰ که ۳۴ هزار نفر بود، کمتر است. در حال حاضر به صورت تقریبی حدود سی هزار نفر به این بیماری مبتلا هستند که از این تعداد، هفت هزار نفر در سال ۲۰۱۲ دچار آن شده‌اند. بیش از هشتاد درصد از این موارد در جمهوری دموکراتیک کنگو هستند. سه مورد شیوع گسترده در تاریخ معاصر اتفاق افتاده‌است: اولی از سال ۱۸۹۶ تا ۱۹۰۶ بود که به صورت عمده در اوگاندا و حوضه کنگو روی داد و دو مورد دیگر در ۱۹۲۰ و ۱۹۷۰ در کشورهای آفریقایی مختلف بوده‌است. حیوانات دیگری همچون گاو نیز ممکن است ناقل این بیماری باشند و مبتلا گردند.

## بیماری‌زایی
بعد از یک دوره نهفتگی (Incubatian Priod) چهار تا شش هفته پس از گزش پشه آلوده این بیماری بروز می‌کند. این بیماری ایجاد یک خواب درازمدت و التهاب مغز (انسفالیت) و مننژ (مامبران‌هائی که مغز و طناب نخاعی را می‌پوشانند) را سبب می‌شود و در نواحی گرمسیری آفریقا شایع است.
بیماری خواب بر اثر گزش مگس تسه‌تسهٔ آلوده عارض می‌شود، ناحیه‌ای که پشه آنجا را گزیده‌است قرمز ، دردناک و متورم می‌شود و انگل‌ها داخل خون می‌شوند و در آن جا و همچنین در غدد لنفاوی زیاد می‌شوند و تب، سردرد، تعریق و تورم غدد لنفاوی را سبب می‌شوند.
سرانجام بعد از یک دورهٔ طولانی، انگل‌ها به سیستم اعصاب مرکزی CNS مغز هجوم می‌آورند که تولید تغییرات وسیع رفتاری، اضطراب و حرکات هیجانی جلوعقب Mood Swing = to and fro می‌شود. در پی این علائم، سردرد، تب و خستگی عمومی ظاهر می‌شود.
یک نوع از پروتوزوآ تولید التهاب عضلات قلب گهگاه نارسائی کامل قلبی در عرض ۶ ماه را سبب می‌شود. نوع دیگری از انگل پریود طولانی‌تر ۲ ساله دارد و سیستم اعصاب مرکزی را بالاخره گرفتار می‌کند که نشانه‌های این نوع بخصوص از بیماری خواب شامل خواب آلودگی در طول روز است که پیشرفت می‌کند و به کمای کامل می‌انجامد.